# Mark Morrison
Mark Morrison (Hannover, 3 maggio 1972) è un cantante britannico di origini tedesche.
Ha riscosso successo particolarmente nel 1996, grazie in particolare al singolo Return of the Mack, successo europeo di quell'anno.

## Biografia
Ha debuttato nel 1993 con il doppio singolo Where Is Our Love / You've Changed, che però non ha riscontrato successo a livello commerciale. I primi riscontri a livello di vendite sono stati ottenuti due anni dopo, nel 1995, con la pubblicazione del singolo Crazy che ha raggiunto un discreto successo in diversi paesi europei, seguito da un altro singolo, Let's Get Down. Il successo vero e proprio è però arrivato nel 1996, anno di pubblicazione del singolo The Return of the Mack, che ha ottenuto un grande riscontro in tutta Europa nella primavera di quell'anno, confermato anche dai risultati in classifica della pubblicazione negli Stati Uniti e in Canada. In Italia, il brano Crazy è stato inserito nella compilation dedicata alla manifestazione musicale estiva Festivalbar.
Insieme al singolo è stato pubblicato anche il primo album, l'omonimo Return of the Mack, dall'etichetta discografica WEA, promosso dai successivi singoli Trippin, Horny e Moan & Groan.
Sull'onda del successo del primo disco, in classifica in diversi paesi europei, il cantante ha pubblicato immediatamente l'EP, sempre per l'etichetta WEA, dal titolo Only God Can Judge Me, contenente nove tracce e promosso, come unico singolo, dal brano Who's the Mack; contemporaneamente, nei primi mesi del 1997, a causa di alcuni guai giudiziari il cantante è stato arrestato, avvenimento che ha così provocato una battuta d'arresto alla sua carriera.
È tornato alla discografia nel 1999 con un solo singolo, Best Friend, inciso insieme a Gabrielle e Conner Reeves, che però ha ottenuto poco successo. Dopo essersi assentato dalle scene musicali per altri cinque anni, nel 2004 ha pubblicato un doppio singolo, Just a Man / Backstabbers, seguito due anni dopo ancora dalla collaborazione con il rapper DMX per il brano Innocent Man, che ha accompagnato l'uscita dell'omonimo album, pubblicato per la Mona in quello stesso anno. Altri singolo tratti da questo disco sono stati Dance 4 Me, in collaborazione con Tanya Stephens, e una nuova versione del singolo Innocent Man.

## Discografia

### Album
- 1996 - Return of the Mack
- 2006 - Innocent Man

### EP
- 1997 - Only God Can Judge Me

### Singoli
- 1993 - Where Is Our Love / You've Changed
- 1995 - Crazy
- 1995 - Let's Get Down
- 1996 - Return of the Mack
- 1996 - Crazy (remix)
- 1996 - Trippin
- 1996 - Horny
- 1997 - Moan & Groan
- 1997 - Who's the Mack
- 1999 - Best Friend (feat. Gabrielle e Conner Reeves)
- 2004 - Just a Man / Backstabbers
- 2006 - Innocent Man (feat. DMX)
- 2007 - Dance 4 Me (feat. Tanya Stephens)
- 2008 - Innocent Man (remix EP) (feat. DMX)